# Coendou pruinosus
Coendou pruinosus — вид гризунів родини голкошерстові (Erethizontidae). 

## Поширення
У східній Колумбії мешкає лише в передгір'ї та на гребені Кордильєр та в горах Макарена. У Венесуелі мешкає в передгір'ях Сьєрра-де-Періха, в низинах басейну озера Маракайбо, в Кордильєра-де-Мерида й Кордильєра-де-ла-Коста. Діапазон висот: 54–2600 метрів над рівнем моря. Наскільки відомо не мешкає в безлісих ландшафтах.

## Загрози та охорона
Вид знаходиться під загрозою у частині ареалу внаслідок знелісення. Зустрічається на деяких територіях, що охороняються.